# Sohra (Bobritzsch-Hilbersdorf)
Sohra ist ein Ortsteil der Gemeinde Bobritzsch-Hilbersdorf im Landkreis Mittelsachsen. Er wurde am 1. April 1974 nach Oberbobritzsch eingemeindet und kam mit diesem am 1. April 1994 zur Gemeinde Bobritzsch, die am 1. Januar 2012 mit Hilbersdorf zur Gemeinde Bobritzsch-Hilbersdorf fusionierte.

## Lage und Verkehr
Das Dorf liegt etwa 12 km östlich der Kreisstadt Freiberg im Tal des Sohrbaches, der im zirka 3,5 km entfernten Niederbobritzsch in die Bobritzsch mündet. Der Ortsteil ist an das Netz des öffentlichen Personennahverkehrs angeschlossen und zudem über den naheliegenden Ort Niederbobritzsch mit der Bahnstrecke Dresden-Chemnitz–Werdau verbunden.

## Geschichte

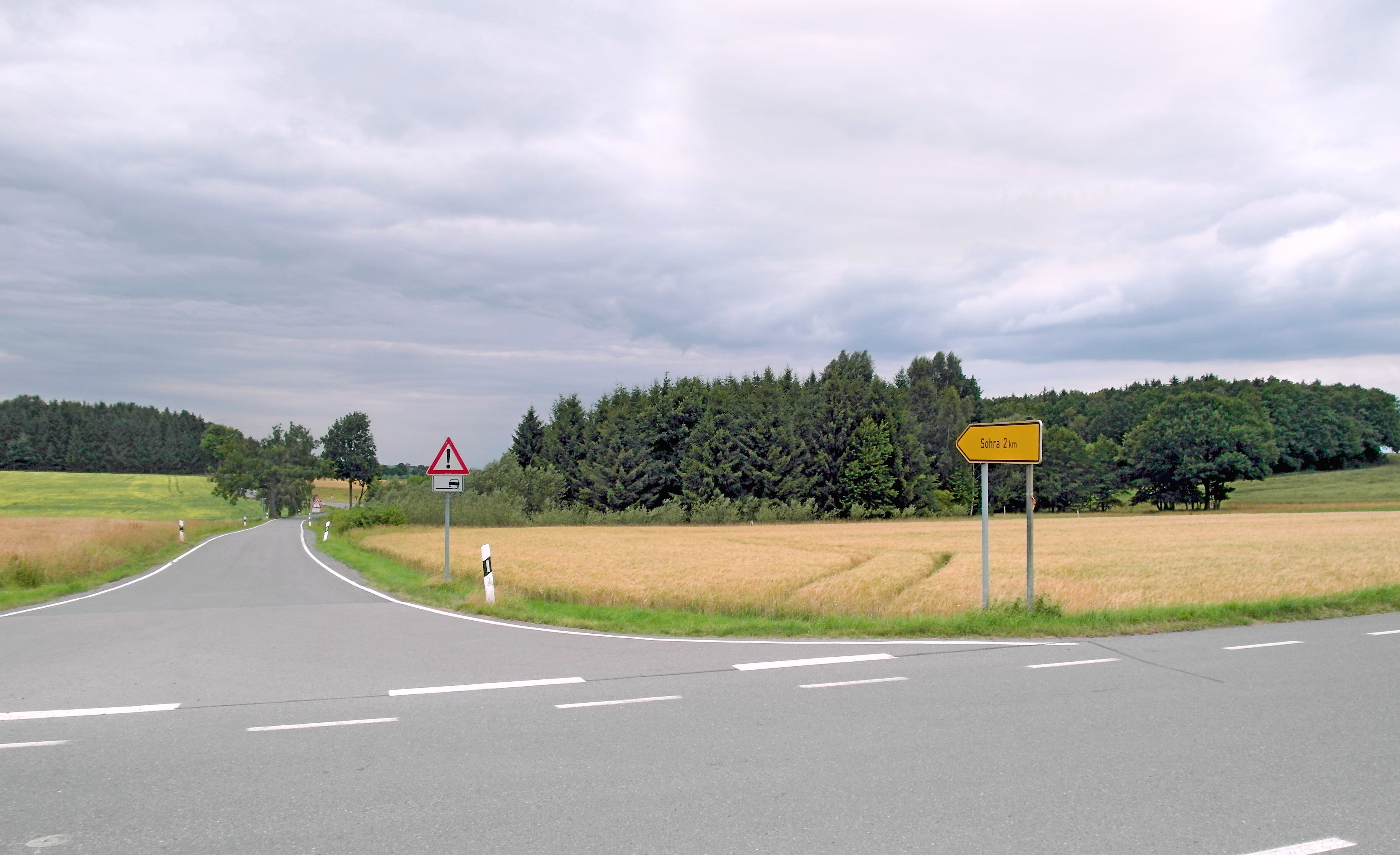
Lage der einstigen Burg Sohra, Vorwerksring

Das Waldhufendorf wurde bei der Belehnung des Johannishospitals Freiberg mit Sohra, geschrieben Zarowe, 1295 erstmals urkundlich erwähnt. Weitere historische Ortsnamenformen sind 1365 Sarowe, 1407 Saraw, 1445 die Sore, 1450 Sora und kann einen Ort mit Sumpfgras oder Schilf bezeichnen, jedoch auch einen Ort mit Schwarzpappeln sowie Brandrodung bedeuten.
Nach 1663 verkaufte das Hospital den größten Teil seiner Vorwerksfluren. Das Dorf gehörte 1696 dem Rat zu Freiberg. Landesherrliche Verwaltungsbezirke waren 1445 die Pflege Freiberg, um 1696 bis 1856 das kursächsische bzw. königlich-sächsische Kreisamt Freiberg,  danach ab 1856 das Gerichtsamt Freiberg und nach Trennung von Justiz und Verwaltung 1875 die Amtshauptmannschaft Freiberg. Seit 1539 gehört das Dorf zur Kirchgemeinde Oberbobritzsch.
Im Ort gab es einst drei vom Sohrbach getriebene Mühlen, zwei Mahlmühlen und eine Schneidemühle. In der bereits im sogenannten Humelius-Riss des Tharandter Waldes von 1557 bis 1562 als „thomas kröners müle“ erwähnten Sohrmühle nahe der Bahnstrecke nach Dresden und Chemnitz wurden zu DDR-Zeiten Warmblüter gezüchtet und für die Reit- und Fahrtouristik ausgebildet. Der ehemalige dreiseitige Mühlenhof von 1866 wurde 1996 bis 2000 saniert und das Wohnhaus in zwei Wohneinheiten umgebaut.
Der obere Teil der Flur Sohra mit der Flurbezeichnung Vorwerk befand sich angeblich im Besitz der heute nicht mehr vorhandenen nur in der Ortsüberlieferung genannten Burg Sohra. Sie soll von Sohra nach Pretzschendorf zu gelegen haben. Wahrscheinlich ist sie mit der in der Dorfflur von Oberbobritzsch gelegene Wehranlage in Verbindung zu bringen.
In August Schumanns Staatslexikon von Sachsen (1824) ist zur Burg Sohra folgendes erwähnt:
[…] Die alte Burg Sohra, deren wendischer Name (Zarow) […] lag fast 1/4 Stunde oberhalb des Dorfes, […] am Wege von Pretschendorf nach Oberbobritzsch; jetzt ist sie für den Fremden schwer zu finden, da nur noch Wall und Graben übrig, diese aber mit Gesträuch ganz überdeckt sind. Aber noch zu Ende des vor. Jahrh. sah man deutlich die schönen Keller nebst einigen Mauern, ja an einer Stelle sogar ein uraltes Frescogemälde. Damals holten die Bewohner viel Bausteine hier; eine eiserne Tür kam in die Oberbobritzscher Kirche; […]
Durch die zweite Kreisreform in der DDR kam Sohra im Jahr 1952 zum Kreis Freiberg im Bezirk Chemnitz (1953 in Bezirk Karl-Marx-Stadt umbenannt), der ab 1990 als sächsischer Landkreis Freiberg fortgeführt wurde und im Jahr 2008 im Landkreis Mittelsachsen aufging.
Am 1. April 1974 wurde Sohra nach Oberbobritzsch eingemeindet. Der Zusammenschluss als Landgemeinde Bobritzsch erfolgte am 1. März 1994 mit Naundorf, Oberbobritzsch und Niederbobritzsch, demzufolge Sohra Ortsteil von Bobritzsch wurde. Mit Auflösung der Gemeinde Bobritzsch kam Sohra am 1. Januar 2012 zur Gemeinde Bobritzsch-Hilbersdorf.

## In Sohra geborene Persönlichkeiten
- Günther Blechschmidt (1891–1971), Maler und Grafiker

### Entwicklung der Einwohnerzahl

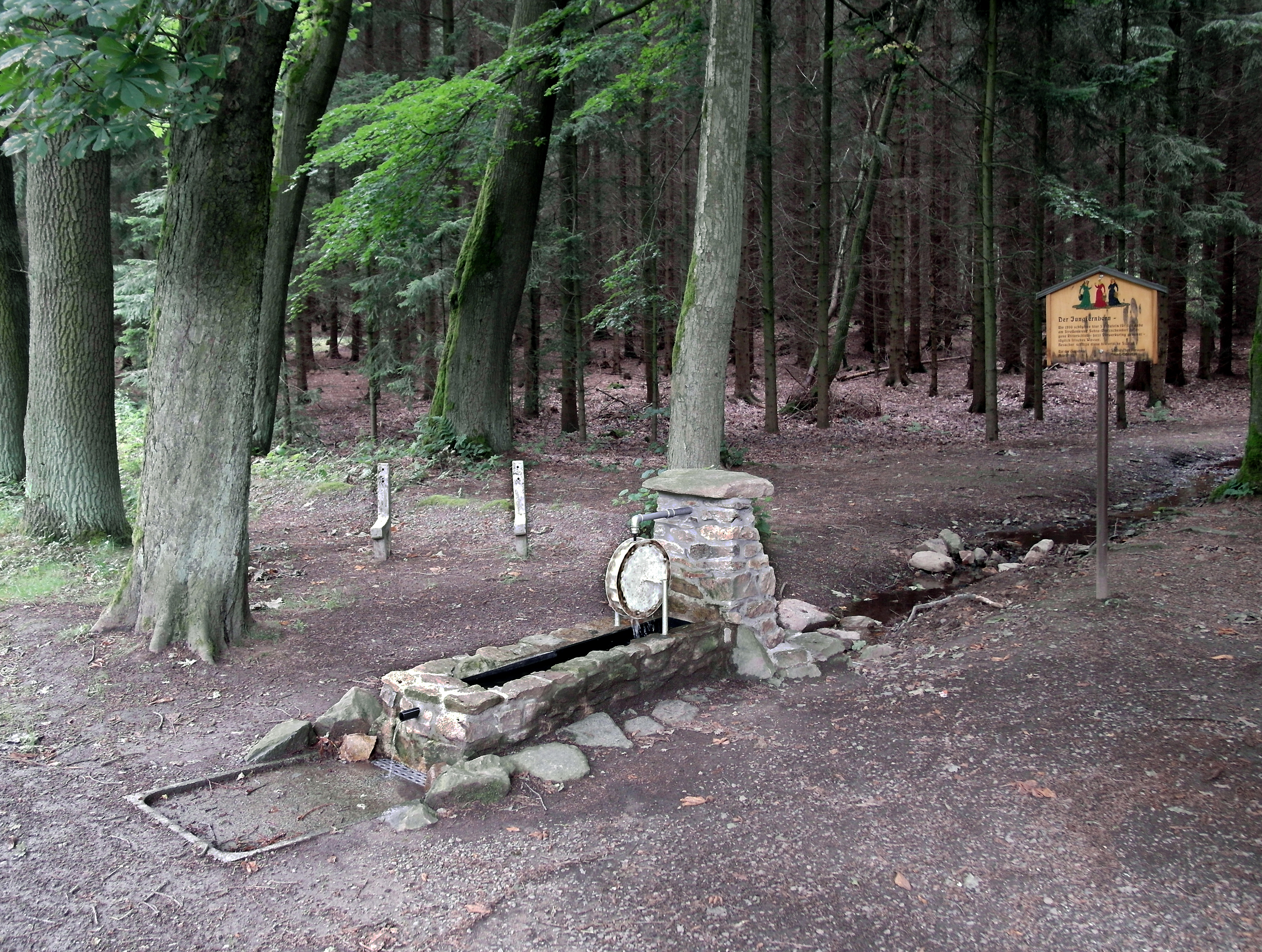
Der Jungfernborn

1546: 18 besessene Mann und Häusler, 24 Inwohner
1764: 14 besessene Mann, 8 Gärtner, 3 Häusler, 13 Hufen je 8–12 Scheffel.
Stand jeweils 31. Dezember:
| 1834 bis 1925 - 1834: 246 - 1871: 285 - 1890: 282 - 1910: 307 - 1925: 300 | 1939 bis 1964 - 1939: 283 - 1946: 343 - 1950: 361 - 1964: 235 |